# Капиця Сергій Петрович
Сергій Петрович Капи́ця (*14 лютого 1928, Кембридж, Велика Британія — 14 серпня 2012, Москва, Росія) — радянський і російський учений, фізик, телеведучий.
Син видатного фізика, нобелівського лауреата Петра Капиці і старший брат радянського географа Андрія Капиці.

## Біографія
Народився 14 лютого 1928 року в Кембриджі (Велика Британія), де в той час працював його батько Петро Капиця.
.
Має українське шляхетське коріння. Дід по чоловічій лінії — шляхтич із волинського роду Капиця-Мілевських, гербу Ястржембських. Був військовим інженером зі званням генерал-майора. Бабуся, Ольга Ієронімівна Стебницька, походила з роду українських волинських дворян Стебницьких.
1949 року закінчив Московський авіаційний інститут.
Свою наукову діяльність розпочав 1949 року. Працював в таких галузях фізики, як надзвукова аеродинаміка, земний магнетизм, прикладна електродинаміка, фізика елементарних частинок. З 1956 року Сергій Капиця викладав в Московському фізико-технічному інституті (МФТІ). 1961 року став доктором фізико-математичних наук. 1965 року в цьому ж інституті отримав звання професора. З 1965 року по 1998 на кафедрі загальної фізики викладав загальну фізику студентам перших трьох курсів. В певний час завідував цією кафедрою.
1973 року Капиця опублікував книгу «Життя науки». Книга послужила передумовою до появи телепередачі «Очевидне — неймовірне». У тому ж році почав вести цю телепередачу. У художньому фільмі «Йолки-палки!» (1988) зіграв самого себе — ведучого програми «Очевидне — неймовірне».
У жовтні 1926 р. в Парижі Петро Капиця познайомився з дочкою академіка Олексія Крилова Анною. За півроку 23-річна дівчина посватала Петра Капицю. Вони одружилися та прожили разом 57 років. Оселилися в Кембриджі (Велика Британія), де Петро Капиця купив невелику ділянку землі на Хантингтон-Роуд, побудував дім за власним планом, сам змайстрував меблі.
14 лютого 1928 р. народився перший син — Сергій, 1931 року — другий син Андрій (географ). Хрестили Сергія наступної середи, хрещеним батьком був 79-річний професор Павлов, який тоді разом із сином перебував у Англії. Перші роки життя юних Капиць проходила в Англії у будинку, який збудував батько (будинок існує і нині, родина зупиняється там, коли приїздить у Кембридж). Поряд пролягала дорога, на якій хлопці вчилися їздити на велосипеді.
За час свого тринадцятирічного перебування в Англії батько Сергія — Петро Капиця кілька разів повертався в Радянський Союз разом із дружиною, щоб прочитати лекції, відвідати матір і провести канікули на курорті. У 1929 р. він став членом-кореспондентом Академії наук СРСР, консультантом Українського фізико-технічного інституту (УФТІ) у Харкові .
Влітку 1934 Петро Капиця разом з дружиною приїхали в Радянський Союз, їх виїзні візи анульовані. Капиця був змушений залишитися на батьківщині, а його дружині дозволили повернутися в Англію до дітей. Петро Капиця жив у Ленінграді разом із матір'ю в її двох кімнатах комуналки.
У 1935 р. Петрові Капиці запропонували стати директором новоствореного Інституту фізичних проблем Академії наук СРСР. Сім'я Капиці оселилася на території інституту в оселі з кількох кімнат; з холу якого сходи вели до кімнати нагорі. Наступного дня було опубліковано рішення уряду про створення Інституту фізичних проблем АН СРСР.
Коли почалася війна, Інститут Капиці перевели до Казані, там сини продовжили навчання. У 14 років Сергій зібрав телескоп, в 30 — акваланг. 
З 1943 р. до 1949 р. Сергій здобував освіту у Московському авіаційному інституті.
Після другої Світової війни Капицю-старшого обрали своїм членом академії наук Данії, США, Індії. Коли ж ученого із світовим ім'ям хотіли залучити до створення атомної бомби, він відмовився й одразу став невиїзним, був усунений від усіх посад і 8 років перебував під домашнім арештом.
У грудні 1949 р. Капиця проігнорував запрошення на урочистості з нагоди ювілею Сталіна, за що його позбавили посади професора в МДУ.
Польська академія наук, Шведська королівська АН обрали його своїм членом. У 1965 році Капиця отримав дозвіл на виїзд до Данії для отримання Міжнародної золотої медалі Нільса Бора. Там він відвідав наукові лабораторії і виступив з лекцією з фізики високих енергій. У 1969 р. учений разом із дружиною вперше відвідав Сполучені Штати. 
У 1978 році батько Сергія — Петро Капиця — отримав Нобелевську премію й нічого не віддав державі, а поклав на рахунок у шведському банку.
Сергій Капиця увійшов до інтелектуальної еліти планети. Він був автором робіт із надзвукової аеродинаміки, ядерної фізики, земного магнетизму. Один із предметів досліджень вченого — демографія, глобальний ріст народонаселення світу. Сергій Капиця запропонував одне з найпереконливіших математичних пояснень закону гіперболічного зростання чисельності населення Землі. Занесений до «Книги рекордів Гіннесса» як телеведучий із найбільшим стажем ведення програми «Очевидне — неймовірне» — майже 40 років.
Повернувся до роботи.
Один з предметів досліджень вченого — глобальний ріст народонаселення світу. Він запропонував одне з найпереконливіших математичних пояснень закону гіперболічного зростання кількості населення Землі.
Член Римського клубу, учасник Всесвітньої Комісії з питань культури та розвитку, віце-президент Російської академії природничих наук.
Серед нагород вченого премія Калинга ЮНЕСКО (1981).
Помер у Москві 14 серпня 2012 року. Похований 17 серпня 2012 року на Новодівочому кладовищі Москви.

## Наукова діяльність

Динаміка чисельності населення світу, в мільярдах осіб, 10000 рік до н. е. — 2000 рік н. е.

Як завідувач кафедрою МФТІ активно впроваджував самостійність студентів ще з радянських часів.
З 15 березня 2001 року був науковим керівником Російського нового університету. Активно брав участь у навчальній та науковій діяльності університету.
Автор 4 монографій, десятків статей, 14 винаходів та 1 відкриття.
Творець феноменологічної математичної моделі гіперболічного зростання чисельності населення Землі. Вперше довів факт гіперболічного зростання населення Землі до 1 року н. е.

## Деякі праці
- Модель роста населения Земли и экономического развития человечества // Вопросы экономики. 2000. № 12.
- Общая теория роста человечества: Сколько людей жило, живет и будет жить на Земле. М.: Наука, 1999. ISBN 5-02-008299-6
- Об ускорении исторического времени // История и Математика [Архівовано 25 вересня 2008 у Wayback Machine.]. М., 2006. С. 12-30.